# Síle de Valera
Síle de Valera, née le 17 décembre 1954 à Dublin, est une personnalité politique irlandaise du Fianna Fáil. De 2002 à 2007, elle est Secrétaire d'État à l'Éducation des adultes, à la Jeunesse et au Désavantage éducatif. De 1997 to 2002, elle est ministre des Arts, du Patrimoine, de la Gaeltacht et des Îles. Elle est Teachta Dála (membre de la chambre basse du parlement) de 1977 à 1981 puis de 1987 à 2007. Elle est députée européenne de 1979 à 1984 pour la circonscription de Dublin. 

## Biographie
Síle de Valera est née en 1954 à Dublin, en Irlande. Elle fait ses études au Loreto College à Foxrock et à l'University College de Dublin, où elle se qualifie en tant que professeur d'orientation professionnelle. De Valera est issu d'une célèbre famille politique. Elle est la petite-fille d'Éamon de Valera, fondateur de Fianna Fáil, ancien Taoiseach et troisième président de l'Irlande. Elle est une nièce de l'ancien député Vivion de Valera et une cousine germaine de Éamon Ó Cuív.